# 千蒲善五郎
千蒲 善五郎（ちがま ぜんごろう、文化14年10月10日（1817年11月18日）- 明治22年（1889年）2月8日）は、日本の油田開発者。秋田油田開発の父と呼ばれる人物である。

## 経歴
現在の秋田市大町一丁目出身。久保田藩の御用油商であった。1868年の戊辰戦争で官軍御取扱支配人となり、東京で輸入ランプを見て灯油用の石油開発を志した。翌年の1869年に八橋戌川原で採油を開始し、1870年に帰命寺の境内で千蒲製油所を建設し、灯油製造を始めた。これは秋田県内初の油田開発とされており、八橋油田の採掘の始まりである。
その後、1872年には石油ランプと灯油の販売を開始し、長野石炭油会社支社と協同事業経営を行った。1886年には大阪鉱油と共同事業契約を結ぶなど秋田における油田の礎を築いた。